# 無悔無憾
《無悔無憾》為臺灣歌手王傑的第二張個人單曲，發行於1992年12月，由飛碟唱片公司發行，唱片編號：UFO-92272。

## 專輯簡介
王傑在《回家》單曲熱賣後，於12月中再推出此單曲CD，不過由於與下一張國語專輯《我》的發行時間太過接近，因此讓這張單曲銷量並未如同前一張《回家》熱賣。

## 曲目
| 曲序 | 曲名     | 曲            | 詞     | 編曲     | 附註                           |
| 01   | 無悔無憾 | 陳大力 陳秀男 | 陳大力 | Ricky Ho | 華視八點檔《書劍恩仇錄》主題曲 |
| 02   | 假如能夠 | 王傑          | 王傑   | Ricky Ho | 無線電視劇《血濺塘西》主題曲   |
| 03   | 無悔無憾 | 陳大力 陳秀男 | 陳大力 | Ricky Ho | 伴唱版                         |

## 唱片版本
- 錄音帶版
- CD版